# هینا میازاوا
هیناتا میازاوا (انگلیسی: Hinata Miyazawa؛ زادهٔ ۲۸ نوامبر ۱۹۹۹) بازیکن فوتبال اهل ژاپن است که در تیم‌های ملی فوتبال زیر ۱۷ سال زنان ژاپن، زیر ۲۰ سال زنان ژاپن، و زنان ژاپن بازی کرده‌است.